# Navigherò la notte
Navigherò la notte è un singolo del rapper italiano Neffa, l'unico estratto dalla colonna sonora Torino Boys e pubblicato nel 1997 dalla Black Out e dalla Mercury Records.

## La canzone
La canzone apparve per la prima volta nella colonna sonora del film Torino Boys, diretto dai Manetti Bros. e distribuito nelle sale cinematografiche nel 1997.
Nel 1998 il singolo è stato commercializzato con l'aggiunta del brano Ce n'è (Remix Alieno) del gruppo rap varesino Otierre, anch'essa presente nella colonna sonora; nello stesso anno è stato inserito anche nella lista tracce del secondo album in studio di Neffa, 107 elementi.

## Tracce
CD promozionale
1. Navigherò la notte (feat. Al Castellana) (Radio Edit) – 3:38

CD singolo
1. Neffa feat. Al Castellana – Navigherò la notte – 4:58
2. Otierre feat. La Pina – Ce n'è (Remix Alieno) – 5:25